# Hugo Berly
Hugo Berly Silva (Santiago, Chile, 31 de diciembre de 1941 - Washington D. C., Estados Unidos, 24 de diciembre de 2009) fue un futbolista y entrenador de fútbol chileno. Jugaba de defensa. Tiene un hermano llamado Jaime Berly.

## Biografía
Se inició en la filial de Wanderers en Santiago debutando en julio de 1960 en el clásico porteño, pasó por equipos como Santiago Wanderers, Audax Italiano y Unión Española.
En 1961, fue campeón de la Copa Chile con el Santiago Wanderers. Asimismo, con el equipo Unión Española fue campeón de la primera división chilena en los años 1973 y 1975.
En 1983, partió a los Estados Unidos, luego de haber dirigido al club Audax Italiano. Allí siguió ligado a la actividad como comentarista y entrenador de fútbol para la comunidad latina residente en Norteamérica.
Berly falleció el 24 de diciembre de 2009 en Washington D. C. a las 20:30 (UTC-3), debido a una extraña enfermedad degenerativa que nunca pudieron diagnosticar y que perjudicaba su cerebro.

## Selección nacional
Registra 10 participaciones por la selección chilena y fue parte del plantel que clasificó al Mundial de Fútbol de 1966 organizado en Inglaterra. También fue parte del proceso clasificatorio para el Mundial de México 1970. Fue uno de los pocos seleccionados que se dio el "lujo" de ganarle tres veces a Argentina en partidos amistosos.

### Participación en Copas del Mundo
| Mundial                   | Sede       | Resultado    | PJ |
| ------------------------- | ---------- | ------------ | -- |
| Mundial de Fútbol de 1966 | Inglaterra | Primera fase | 0  |

## Clubes
| Club               | País  | Año       |
| ------------------ | ----- | --------- |
| Santiago Wanderers | Chile | 1960-1963 |
| Audax Italiano     | Chile | 1964-1970 |
| Unión Española     | Chile | 1971-1975 |